# Сакко, Сумана
Сумана Сакко (фр. Soumana Sako; 23 декабря 1950 , Куликоро Мали) — малийский политичеcкий и государственный деятель, временный премьер-министр Мали (9 апреля 1991 — 9 июня 1992), экономист, доктор наук.

## Биография
В июне 1967 года получил диплом в Экзаменационном центре Мопти, в июне 1970 года стал бакалавром лицея в Бамако. Также имеет степень бакалавра по планированию управления проектами в Национальной школе администрации (ENA) и магистра и доктора наук в области экономического развития Питтсбургского университета в США. Посещал учебные курсы и семинары в западногерманской фонде международного развития (DSE), Институте экономического развития Всемирного банка и Генеральной бухгалтерии Конгресса Соединенных Штатов.
Сакко занимал различные должности, в том числе в правительстве Мали. С 1986 по 1987 год работал министром финансов и торговли. Стал первым малийцем, который ушёл в отставку из правительства в 1987 году, после дела о торговле золотом с участием Первой леди Мали. Кроме того, был старшим экономистом Программы развития Организации Объединенных Наций и исполнительным секретарём Африканского фонда наращивания потенциала (ACBF).
С 9 апреля 1991 по 9 июня 1992 — временный премьер-министр Мали, занимал премьерское кресло во время первого и переходного президентства Амаду Тумани Туре.
На президентских выборах 2013 года в Мали был кандидатом и одним из фаворитов от Национального собрания африканской солидарности.